# Jeu de rôle
Pour les articles homonymes, voir Jeu de rôle (homonymie), Jeu de rôle (activité ludique), Jeu de rôle sur table, Jeu de rôle Magazine et Jeu de rôle pédagogique.

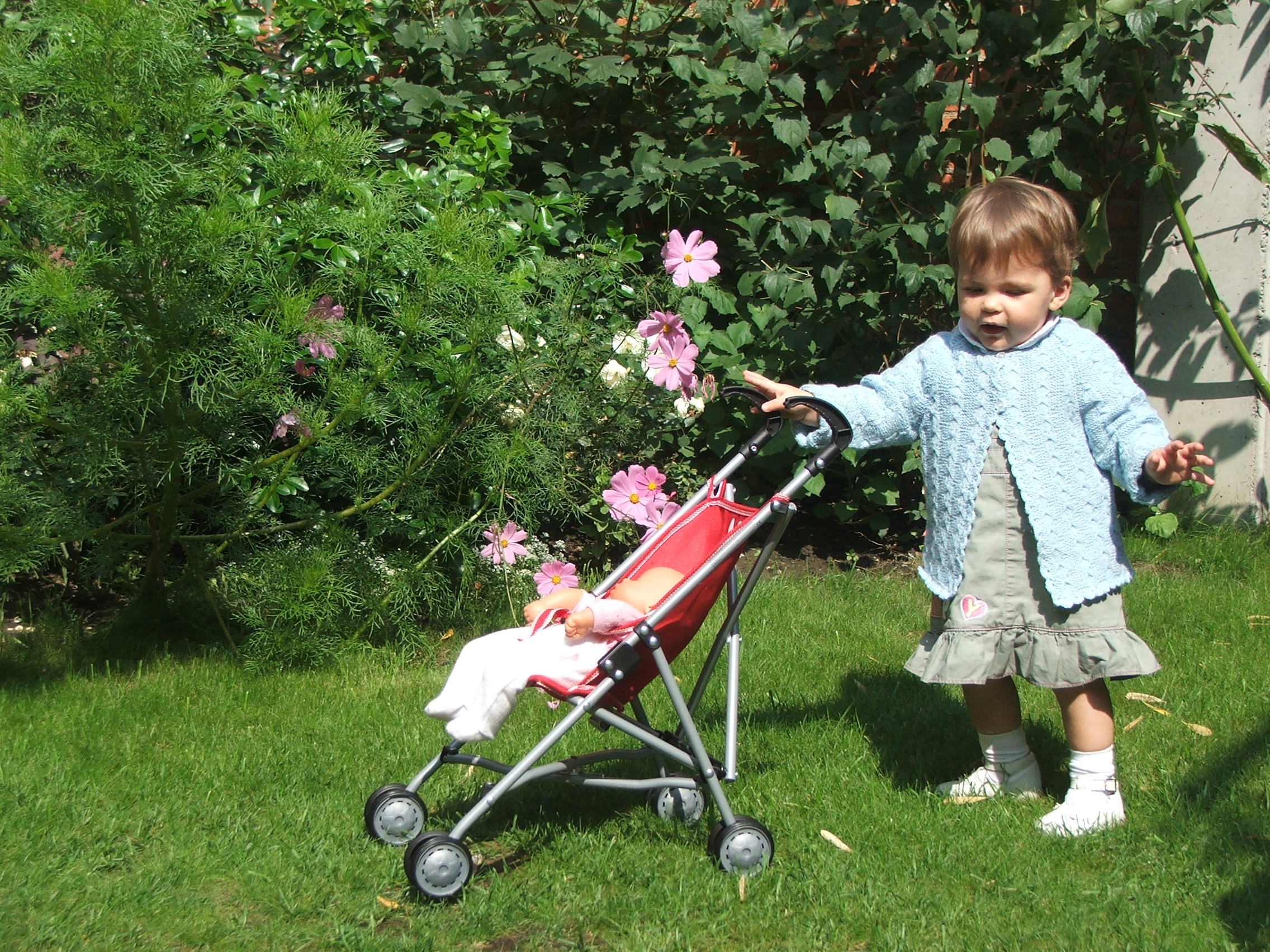
Fillette avec une poupée dans une poussette, jouant le rôle d'une maman avec son enfant.

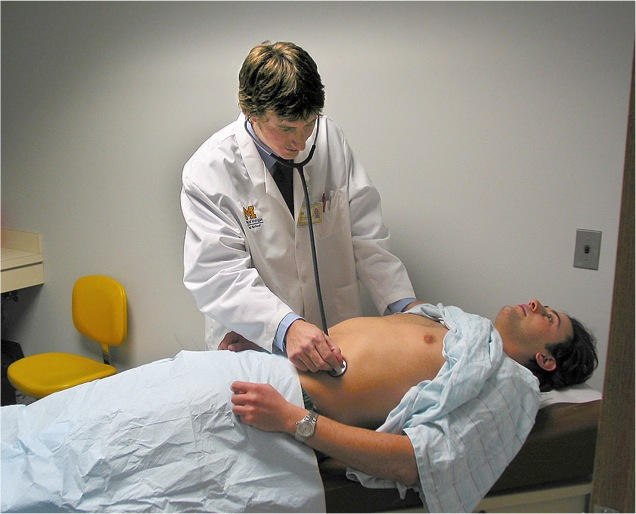
Interprétation d'un rôle de patient dans la formation sur l'examen médical d'une université américaine.

Un jeu de rôle est une technique ou activité, par laquelle une personne interprète le rôle d'un personnage (réel ou imaginaire) dans un environnement (réel ou fictif). Le participant agit à travers ce rôle par des actions physiques ou imaginaires, par des actions narratives (dialogues improvisés, descriptions, jeu) et par des prises de décision sur le développement du personnage et de son histoire.
Il existe plusieurs formes de jeu de rôle, qui peuvent être plus ou moins distinguées par leurs fonctions. Le jeu de rôle peut être notamment une technique thérapeutique (psychologie), une méthode pédagogique, une méthode d'analyse ou bien une activité récréative.
Parmi les formes à but récréatif, on distingue communément les jeux enfantins (spontanés) des jeux de rôle ludiques (à règles formelles), tels que le jeu de rôle dit « sur table » qui est un jeu de société, le jeu de rôle grandeur nature dans lequel les joueurs réalisent physiquement leurs actions et les jeux vidéo de rôle joués sur support informatique.

## Confusions et sens

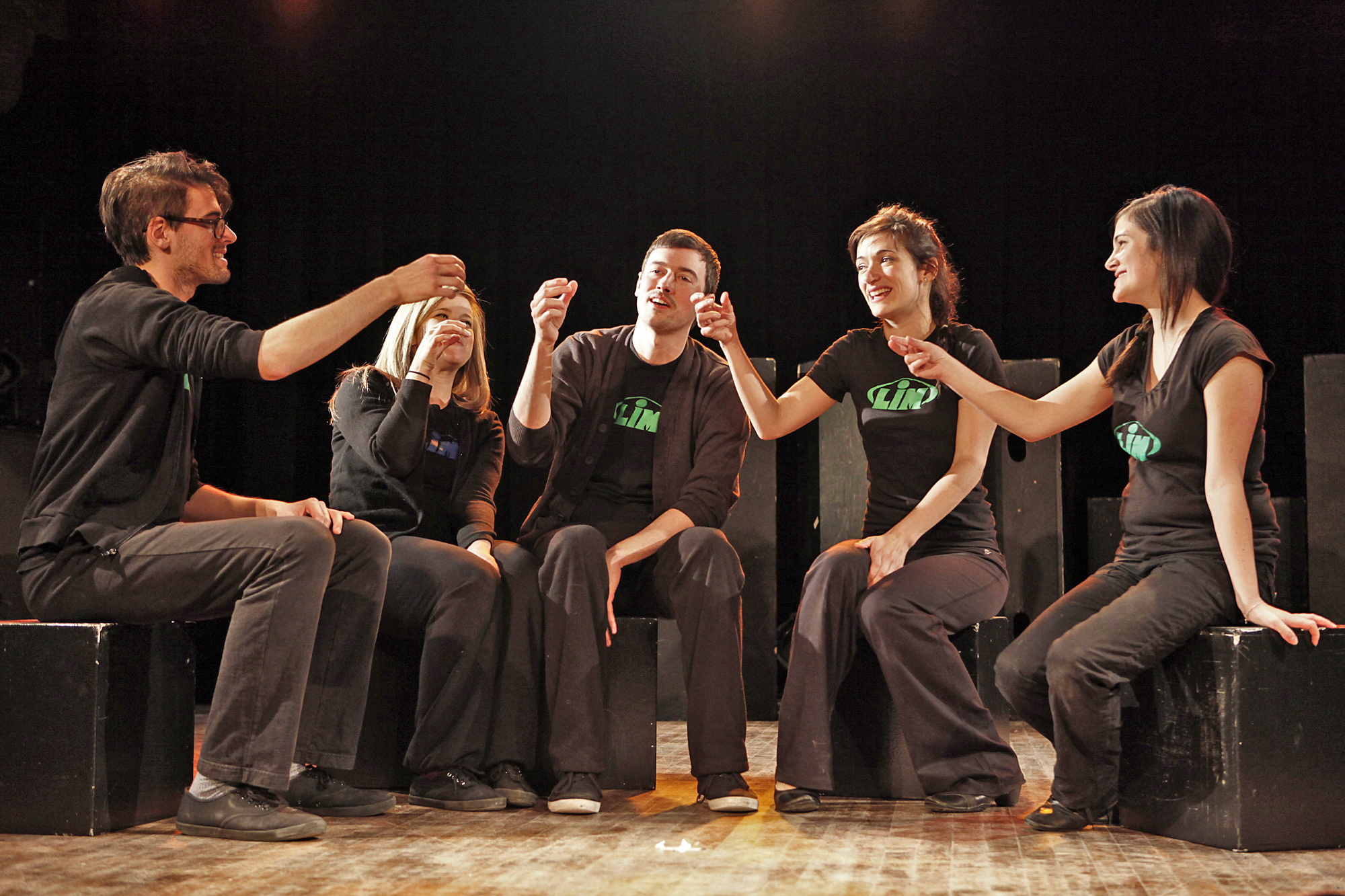
Scène d'improvisation théâtrale.

Le jeu de rôle est l'objet de nombreuses confusions en raison de la polysémie de cette expression française, et de pratiques distinctes mais apparentées.
Le sens le plus ancien de l'expression « jeu de rôle » correspond à la technique d'interprétation du rôle, dans un sens proche des expressions « jeu d'acteur » ou « jeu théâtral » qui désignent la performance ou la technique d'artiste.
Dans ce sens, le jeu de rôle n'a donc pas forcément de finalité ludique (c'est-à-dire basé sur l'amusement personnel). Le « jeu de rôle » est compris ainsi, comme technique d'interprétation de rôle, dans les pratiques non ludiques telles que les simulations de formation, des techniques de psychothérapies (psychodrame), ou des techniques pédagogiques, inspirées notamment du théâtre d'improvisation. Dans le contexte de la simulation, le terme jeu de rôle semble réservé aux procédés où la dimension interpersonnelle est importante. Dans les pratiques ludiques, l'interprétation de rôle est parfois désignée par le terme « le roleplay » emprunté à la langue anglaise.
« Notons que le français n’utilise que le terme « jeu » alors que l’anglais dispose de deux termes, « play » et « game », qui renvoient à des pratiques différentes. « Play » renvoie à du jeu libre, sans contrainte, dont l’issue est inconnue, alors que « game » renvoie à une situation encadrée dont l’issue est connue (un gagnant, une réalisation, etc.) ».
— Marie Musset et Rémi Thibert
L'expression « jeu de rôle » désigne aussi une activité ludique (jeu), et pourrait être un emprunt lexical (calque) de l'anglais role-playing game, littéralement « jeu du jeu de rôle ». Quand l'anglais diffère le jeu d'interprétation (role-playing) de l'activité ludique (role-playing game), le français ne fait pas la différence à cause de la suppression de la redondance du terme « jeu ». Ce terme français favorise les ambiguïtés et confusions, entre les sens de « jeu » (ludus), « interprétation de rôle », et « jeu à rôles » (jeu dissymétrique), au contraire de la langue anglaise qui différencie ces trois notions.
De même, les différents types de jeux de rôle ludiques sont souvent confondus, en raison d'une méconnaissance du grand public et d'une parenté (histoire, inspiration, univers de jeu commun) entre ces jeux. Le terme « jeu de rôle » désigne indistinctement le jeu de rôle sur table, le jeu de rôle grandeur nature, et plusieurs formes de jeu vidéo. Par extension, un jeu de rôle peut désigner le support physique à cette activité (livre, logiciel).

## Origines

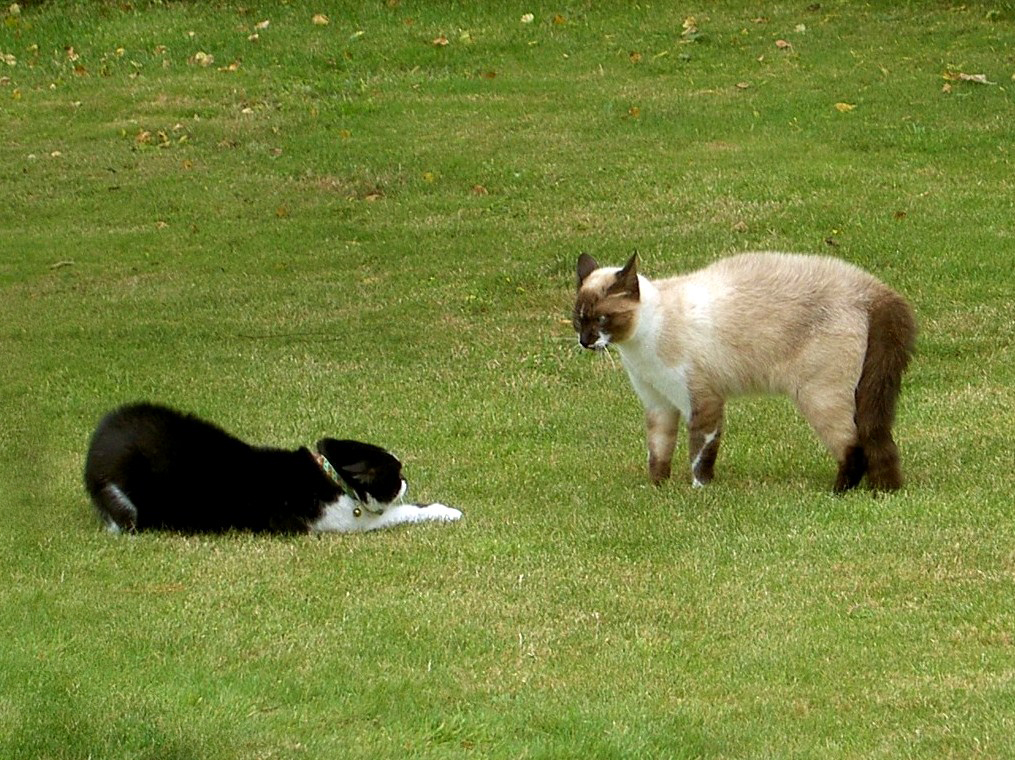
Soumission d'un chat. La posture fait partie de l'apprentissage des codes et rôles sociaux du chat.

Le jeu de rôle n'est pas une activité propre à l'espèce humaine. Comme chez d'autres animaux sociaux, le jeu de rôle dans sa forme « naturelle » est un moyen d'apprentissage de la vie sociale et un moyen de découverte de l'environnement.
« [L'être humain] explore, par la simulation, les différents rôles qu’il a pu repérer autour de lui, et fait ainsi l’expérience de relations stéréotypées (dominant/dominé, séducteur/séduit, etc.). Par imitation, il s’exerce à trouver sa place au sein du groupe, contribuant ainsi à pérenniser le système existant. » — Danau 2005
Selon Gilles Brougère, le développement des rôles se fait dès l’enfance par imitation, identification, projection, transfert. Pour l'enfant, le jeu et le faire semblant font partie d'une démarche spontanée de « mémorisation expérimentielle ».
« Si les adultes leur en laissent le temps, leurs enfants pourront explorer différentes facettes du « jeu du monde » et ainsi élargir leur éventail de rôles. » — Danau 2005
Les XIXe et XXe siècles sont une époque de grands changements sociaux dans les sociétés d'occident. C'est à la même époque qu'apparaissent de nouvelles formes de jeu de rôle, notamment le jeu de rôle thérapeutique dans les années 1920. Ces nouvelles formes ont toutes pour origine les pratiques théâtrales (spectacle) et les jeux spontanés des enfants. Les pratiques théâtrales sont elles-mêmes probablement issues des pratiques enfantines.

## Technique thérapeutique

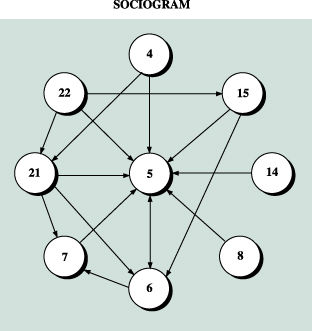
Sociogramme : représentation des interactions individuelles dans un sociodrame.

Le jeu de rôle est une technique de formation personnelle utilisée en psychologie, dérivant notamment de travaux (à partir de 1914) du sociologue et psychiatre Jacob Levy Moreno (1889-1974). Cette technique se base notamment sur l'effet cathartique du jeu sur l'acteur (1923). Le jeu de rôle est souvent confondu avec le terme englobant « psychodrame », de manière délibérée pour Moreno qui y inclut différentes méthodes dont le jeu de rôle, sociodrame, psychodrame, mimodrame... Selon Anne Ancelin Schützenberger, le psychodrame se différencie du jeu de rôle par le « niveau d'implication profonde (et archaïque) du protagoniste ». Dans le sociodrame d'inspiration psychanalytique le jeu de rôle permettrait à la personne d'apprendre à gérer des réactions émotionnelles (phobies, troubles compulsifs), ou bien de verbaliser (d'exprimer) des souffrances refoulées (par exemple en revivant une situation traumatisante.

## Technique pédagogique

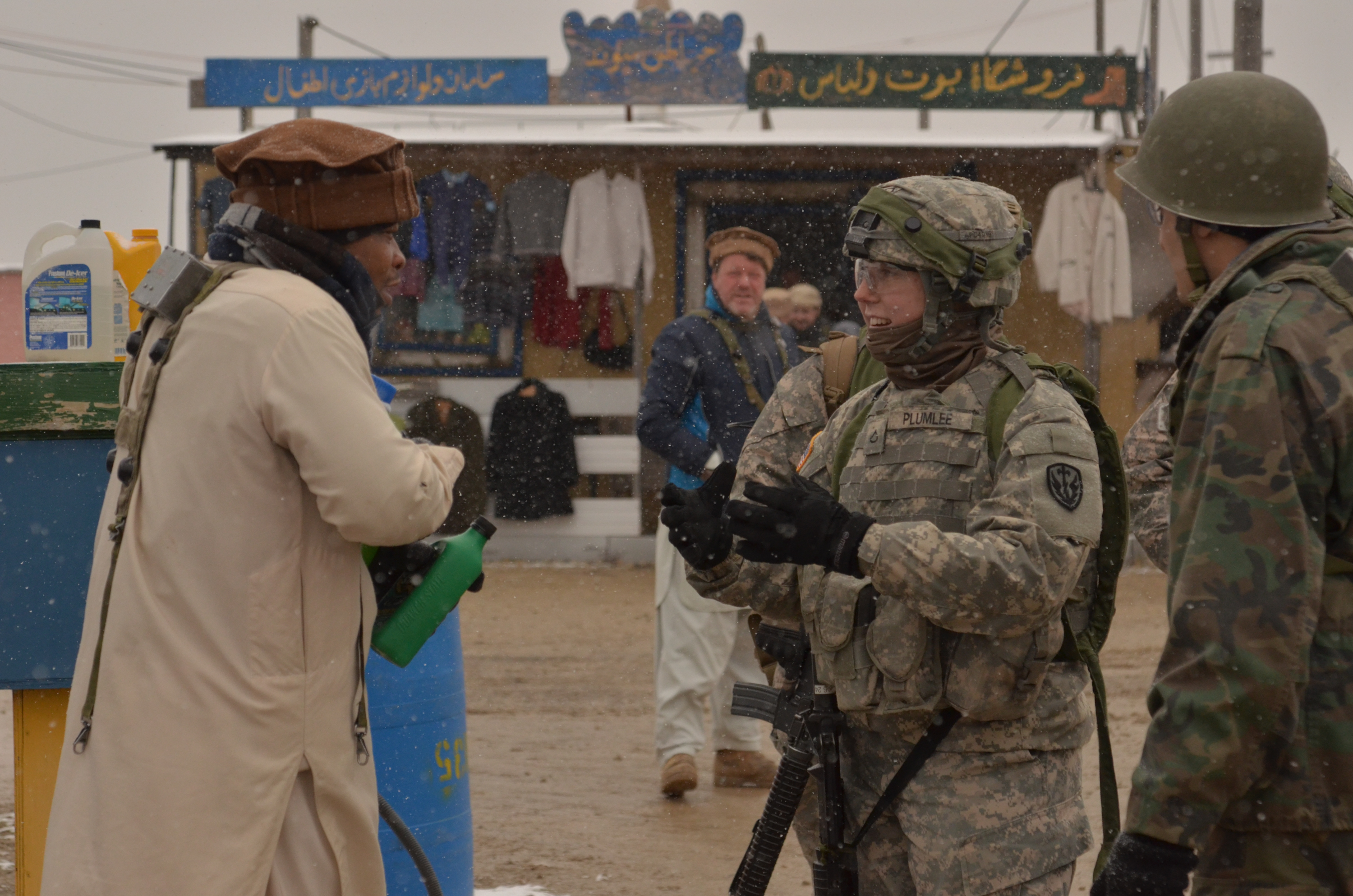
Exercice militaire de l'armée américaine sous forme d'un jeu de rôle avec des décors et des interactions avec des personnages civils.

Le jeu de rôle de formation apparait dans les années 1950, inspiré par des variantes du psychodrame morenien et par l'essor des pratiques de développement personnel et psychopédagogiques.

### Apprentissage social ou professionnel
Dans cette fonction d'apprentissage social ou de formation professionnelle, le jeu de rôle consiste à confronter les participants à des scènes, situations ou scénarios similaires à ceux de leur futur rôle (rôle social, fonction professionnelle). Le jeu de rôle est ainsi assimilé à une méthode pédagogique dite de simulation ; selon Ancelin-Schützenberg, le jeu de rôle se distingue de la simulation notamment par sa « dimension interpersonnelle » importante.
Le jeu de rôle est utilisé depuis des dizaines d'années pour la formation professionnelle de médecins, psychologues, éducateurs, prêtres et pasteurs, militaires, vendeurs et représentants. De même il est utilisé depuis plus de 30 ans dans la formation des cadres de l'industrie, de l'administration et du commerce, notamment pour une meilleure compréhension de soi et des interactions avec autrui.

### Pédagogie scolaire
Le jeu de rôle est utilisé comme méthode d'enseignement ou d'animation pédagogique, sous différentes formes, notamment en milieu scolaire. Son usage peut faciliter l'intérêt et l'attention des élèves par une leçon plus « vivante » (pédagogie active et participative), de même que le processus de mémorisation.
« Le jeu de rôle n'a pas pour seul objet d'éviter des leçons qui risquent d'être passives, voire ennuyeuses ou répétitives (le professeur est souvent débordé ou ennuyé de se répéter), mais aussi et surtout de rendre vivants la matière, le temps, l'époque, les lieux, la culture d'un pays étranger, ou d'une époque révolue, et de permettre une pédagogie active, une meilleure mémorisation et intégration des données. » — Anne Ancelin-Schützenberger
Le jeu de rôle est souvent utilisé dans l'enseignement scolaire des langues vivantes, sous forme de sketchs et situations théâtrales propices à l'expression orale avec un vocabulaire donné. Le jeu de rôle peut aussi être utilisé pour l'enseignement d'autres matières ; l'histoire, la géographie, la grammaire, les mathématiques, la philosophie. L'intérêt et l'usage du jeu de rôle dans l'enseignement scolaire est variable selon les pays ; ce type de méthode est encouragé dans certains pays (par exemple le Danemark ou l'Allemagne) mais jugé avec plus de réticence dans d'autres pays (par exemple la France)[réf. nécessaire].
Dans la didactique des langues, notamment dans d'autres contextes de formation initiale ou continue que le cadre scolaire, a été développé le concept de simulation globale, particulièrement par Francis Debyser,.

## Méthode d'analyse
Le jeu de rôle est utilisé comme méthode d'analyse, de modélisation ou de simulation pour appréhender des phénomènes complexes, notamment sociaux, psychiatriques, psychologiques, économiques ou politiques. Il a ainsi été utilisé pour des recherches en gestion avec les exercices de simulation politique (L. Mermet, 1992, 1993), en économie avec les jeux d’affaires (T.C. Schelling, 1960) ou en gestion de l'environnement (Daré, 2005).

## Activité récréative
Différentes formes de jeu de rôle ont pour fonction principale la récréation, le divertissement, l'amusement, la recherche de plaisir.

### Jeu de rôle enfantin

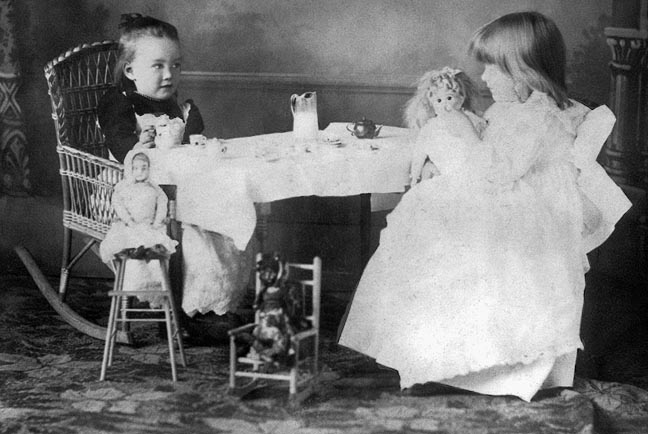
Jeu de dînette, vers 1890, un exemple de jeu de rôle enfantin.

Les jeux d'enfant sont des jeux aux règles informelles, joués par les enfants le plus souvent sans animation ou surveillance adulte, et parfois sans le consentement des adultes. Ces jeux font partie de la culture enfantine et des activités inventées par les enfants eux-mêmes. Les pédagogues et psychologues désignent comme jeux d'enfants les divers jeux de rôle spontanés des enfants, les jeux du « faire semblant d'être » ou la « feintise ludique », dans lesquels les enfants interprètent des rôles imaginaires ou réels,.
Les exemples les plus connus sont le jeu de la maman (avec une poupée), du gendarme et du voleur, du malade et du docteur, de la dînette, des cowboys et des indiens.
Ces jeux sont à différencier des « jeux de rôle pour enfants », qui sont des jeux de société inventés par des adultes à destination d'enfants ou adolescents.

### Activités ludiques
Les jeux de rôle à vocation ludique désignent parfois l'ensemble des jeux basés sur l'interprétation de rôles selon des principes, des règles de jeu formelles et conventionnelles. C'est-à-dire qu'il existe un consensus entre les joueurs pour l'application de certaines règles explicites (écrites ou formulées) ou implicites. Ces jeux se distinguent ainsi du jeu de rôle enfantin (par l'existence de règles).
Ces activités ludiques apparaissent dans les années 1970, inspirées par les formes antérieurs de jeu de rôle et par l'évolution des pratiques ludiques. Ces activités sont communément distinguées selon leur support ; le jeu de rôle sur table qui est un jeu de société, le jeu de rôle grandeur nature dans lequel les joueurs réalisent physiquement des actions de leur personnage, et les formes de jeux vidéo basés sur le rôle.

#### Jeu de rôle dit «sur table»

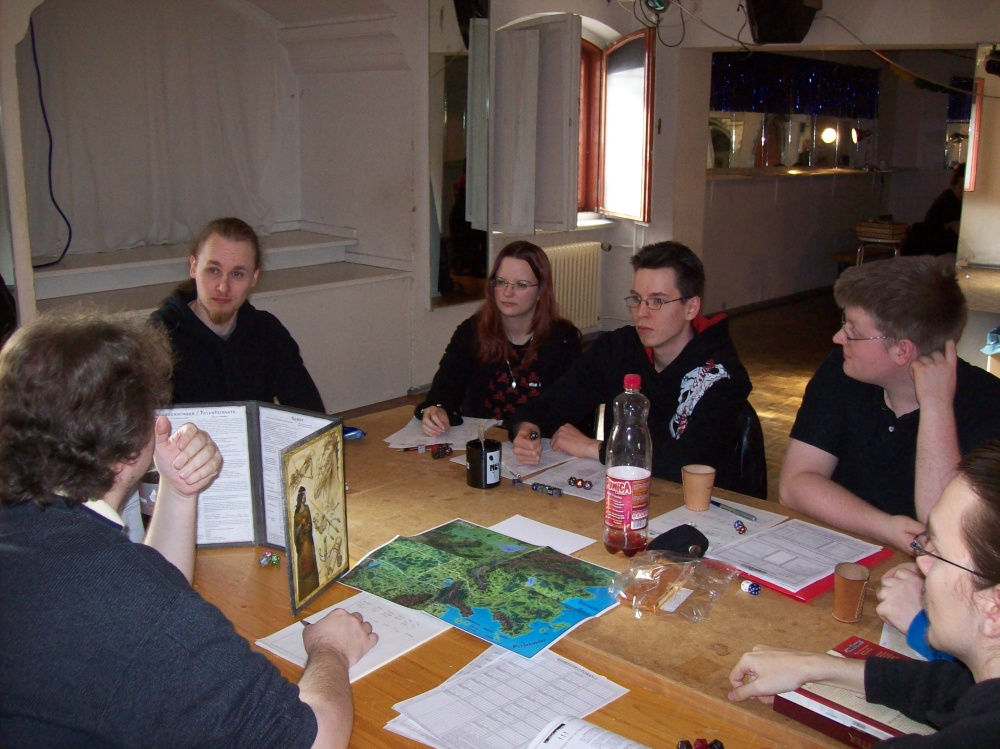
Rôlistes durant une convention.

Ce type de jeu de rôle (abrégé JdR), parfois désigné comme jeu de rôle « traditionnel » ou « sur table », est un type de jeu de société inventé au milieu des années 1970. Dans ce type de jeu, les participants décrivent par la parole les actions de leur personnage, en se basant sur des règles de jeu. Cette forme de jeu de rôle est jouée traditionnellement autour d'une table (avec dés, feuilles et crayon), mais elle est aussi jouée sur Internet (e-mail, forum, chat…).

#### Jeu de rôle grandeur nature

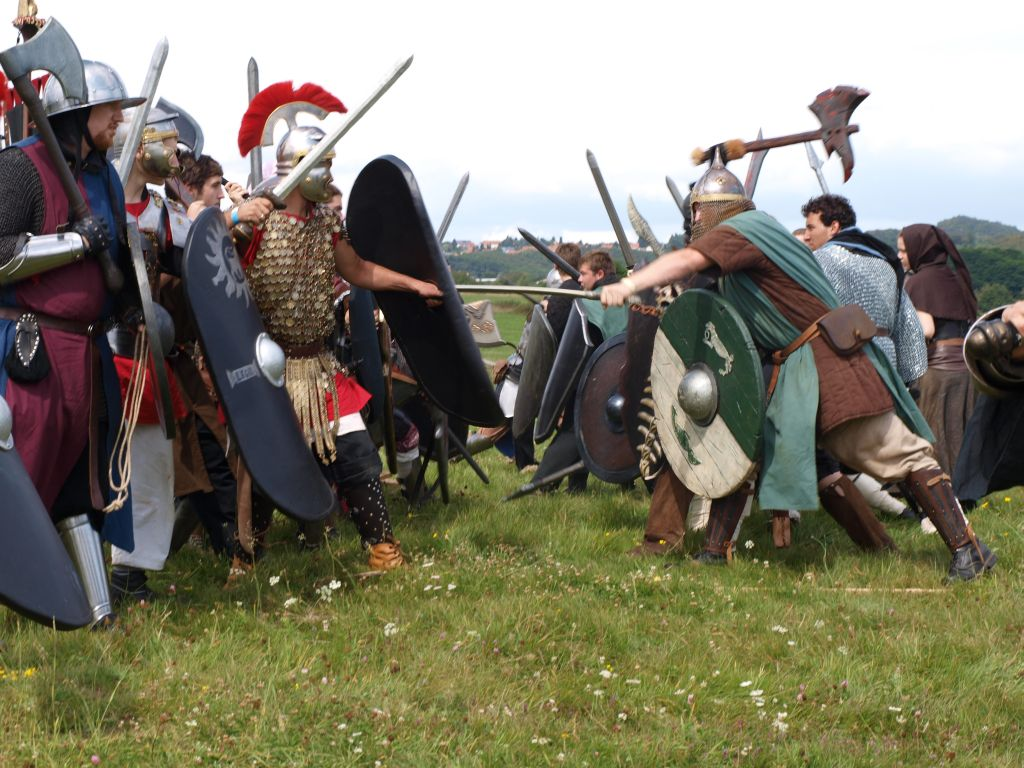
Scène de bataille dans un grandeur nature médiéval-fantastique.

Héritant des murder party du début du siècle, le jeu de rôle grandeur nature ou « grandeur nature » (GN), parfois désigné comme jeu de rôle « en live » ou semi-réel est une forme de jeu dans laquelle les joueurs réalisent physiquement les actions de leur personnage. Le participant incarne un personnage au sein d'un univers fictif, et interagit avec d'autres personnages joués.
À l'identique du jeu de rôle sur table, le succès des actions des joueurs est évalué par des règles de jeu, ou bien déterminé par le consensus entre joueurs. Les éléments de l'univers de jeu et les règles sont déterminés par des organisateurs.
Les premiers jeux de rôle grandeur nature ont été organisés vers les années 1970-1980. Cette activité s'est propagée à travers le monde durant les années 1980, et s'est diversifiée par une grande variété de styles de jeu. De tels jeux sont souvent conçus comme une activité de divertissement, mais peuvent parfois être orientés vers la performance théâtrale ou artistique. Certains évènements peuvent aussi être conçus dans des buts également pédagogiques ou politiques. Les univers fictifs de jeu incluent des univers réalistes modernes ou historiques, et des univers futuristes ou fantastiques.

#### Jeux vidéo de rôle

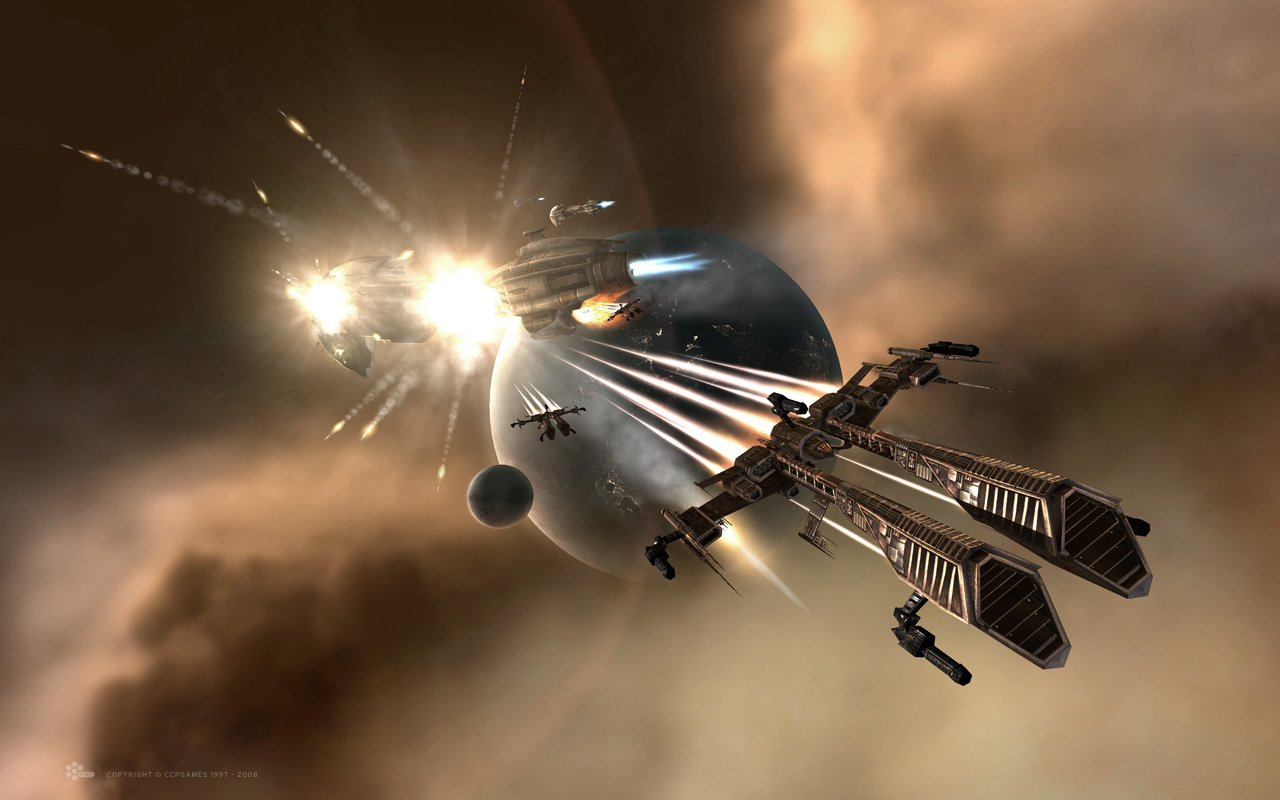
Combat spatial entre joueurs, dans le jeu de rôle en ligne massivement multijoueur EVE Online.

Certains jeux vidéo utilisent des concepts de l'interprétation de rôle ou bien sont inspirés des jeux de rôle sur table traditionnels et sont donc appelés « jeux de rôle », bien que l'interprétation de rôle se réduit souvent à l'exécution d'actions déjà prévues et ne laisse que peu de part à l'esprit d'improvisation et au jeu d'acteur. Toutefois, les jeux multi-joueurs ont réintroduit cette notion de rôle, puisque les actions des autres personnages ne sont pas programmées (ils sont dirigés par d'autres joueurs) et qu'il existe une possibilité réelle de dialogue.
- Le jeu d'aventure privilégie le scénario, les choix proposés au joueur, même s'il est souvent limité par rapport à l'interprétation de rôle.
- Le jeu vidéo de rôle privilégie la gestion du personnage, de ses forces et de ses faiblesses, et fidélise le joueur en lui donnant le moyen de rendre le personnage toujours plus puissant.
- Le multi-user dungeon, ou MUD : apparu au début des années 1980, il est parmi les premières tentatives de réunir des dizaines, voire des centaines de joueurs dans un même environnement ludique. Les MUDs sont basés sur le protocole Telnet et sont accessibles à quiconque dispose d'un terminal en mode texte ou d'un émulateur de terminal. La gratuité et l'accessibilité des codes-sources des MUDs ont permis à ceux-ci de se développer et d'évoluer vers des jeux dédiés plus spécifiquement à l'interprétation de rôle (MUD roleplay, MUSH…), mais ces jeux sont essentiellement en langue anglaise.
- Le jeu de rôle en ligne massivement multijoueur (ou MMORPG pour Massive Multiplayer On-line Role-Playing Game) : Apparu à la fin des années 1990, il est l'évolution des jeux sur ordinateur, et son adaptation sur la toile. L'héritage des MUDs est également à bien des égards perceptible. Bâti autour d'univers persistants (le monde virtuel existe et évolue en permanence, indépendamment du joueur), il ramène la dimension sociale que le jeu sur ordinateur avait perdu, en permettant à des milliers de joueurs de faire coexister leurs personnages.

#### Livre-jeu

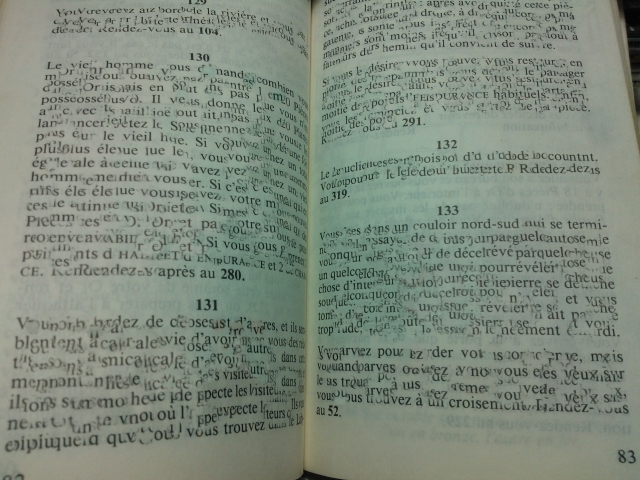
Paragraphes numérotés d'un livre-jeu.

Plus communément appelés « livres dont vous êtes le héros » en référence à la collection la plus connue, ce sont des livres (voire des bandes-dessinées) dont les paragraphes sont numérotés ; à la fin de la lecture d'un paragraphe, le lecteur a le choix entre plusieurs possibilités (actions du personnage), qui renvoient à différents paragraphes. Ainsi, les paragraphes ne sont pas lus dans l'ordre des numéros, et chaque lecteur ne lira pas les mêmes paragraphes (puisqu'il ne fera pas les mêmes choix). Le livre peut donc générer « plusieurs histoires » (même si en général il y a des « points de passage » obligés). Le lecteur ne joue pas de rôle puisqu’il ne fait que choisir parmi des possibilités imposées, cependant, les mondes décrits, le type d’aventure et les mécanismes de jeu se rapprochent des jeux de rôle sur table.

### Jeu de rôle sexuel

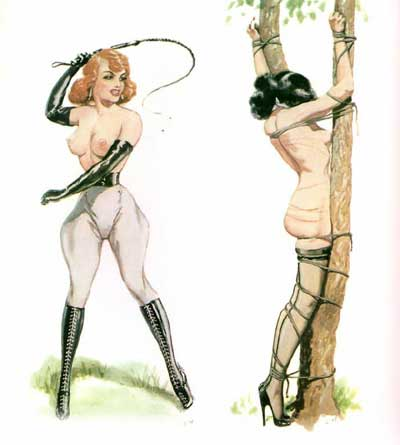
Illustration d'une scène SM.

Le jeu de rôle sexuel est une forme érotique de jeu de rôle : c'est un jeu d'attitude sexuelle dans lequel deux individus ou plus endossent un rôle pour réaliser leur fantasme. Le sérieux du jeu de rôle dépend des individus impliqués, et le contexte peut être simple ou détaillé/élaboré, et peut même être entrepris à l'aide d'un scénario et de costumes. Pratiquement chaque rôle peut devenir à la base une expérience érotique.
Les études générales sur le jeu de rôle omettent l'existence des jeux de rôle sexuels, et les études spécifiques sont très rares. Pour Harviainen, la distinction entre cette pratique et d'autres jeux ludiques (games) n'est pas évidente. Certains jeux de rôles sexuels, à l'exemple du jeu de domination et soumission (BDSM), comportent également des règles conventionnelles (par exemple les stop words). Bien que ce jeu soit orienté vers le plaisir sexuel, la distinction de buts/fonction n'est pas évidente par rapport aux jeux de rôle orientés vers le plaisir des joueurs (fun).